# Armenia en los Juegos Olímpicos de Vancouver 2010
Armenia estuvo representada en los Juegos Olímpicos de Vancouver 2010 por cuatro deportistas, dos hombres y dos mujeres, que compitieron en dos deportes.
El portador de la bandera en la ceremonia de apertura fue el esquiador alpino Arsen Nersisyan. El equipo olímpico armenio no obtuvo ninguna medalla en estos Juegos.